# Eksplozije v Džilinu (2005)
Kemična eksplozija v mestu Džilin leta 2005 je bila serija eksplozij, ki so se zgodile 13. novembra 2005 v mestu Džilin v pokrajini Džilin na Kitajskem, v obdobju ene ure. V eksplozijah je umrlo šest ljudi, na desetine je bilo ranjenih ter evakuiranih več deset tisoč. 
V eksplozijah je nastal 80 km dolg strupen madež na reki Songhua, ki je pritok reke Amur. Madež sta sestavljala benzen in nitrobenzen, čez nekaj tednov je dosegel reko Amur.

## Eksplozije
Mesto nesreče je bila enota nitracije za proizvodnjo anilina. Stolp T-102 se je zataknil in ni deloval pravilno, zato je eksplodiral. Niz eksplozij je odjeknil v kemični tovarni na obrobju reke Songhua. Eksplozije so bile tako močne, da so v krogu 200 metrov od tovarne popokala okenska stekla. Najmanj 70 ljudi je bilo ranjenih, šest jih je umrlo. Požare so dokončno pogasili zgodaj zjutraj 14. novembra. Zaradi možnih ponovnih eksplozij in zastrupitve s škodljivimi kemikalijami je bilo evakuiranih več kot 10.000 lokalnih prebivalcev ter študentov s severnega univerzitetnega naselja Beihua in inštituta Džilin za kemijsko tehnologijo. 
Na novinarski konferenci so potrdili, da eksplozije niso bile povezane s terorizmom, temveč so nastale zaradi napake v procesu, ki ni bila odpravljena.

## Onesnaženje vode
Eksplozija je zelo onesnažila reko Songhua, ocena je znašala 100 ton škodljivih snovi, ki vsebujejo benzen in nitrobenzen. Reka Amur je bila onesnažena v dolžini 80 km. Analiza vzorca iz reke je kar 108-krat presegla nacionalno stopnjo varnosti oziroma raven, ki še ni nevarna za življenje ljudi. Madež je potoval po reki Songhua skozi pokrajino Džilin ter vstopil v prestolnico Harbin, ki je eno največjih kitajskih mest in hkrati eno prvih mest, ki je bilo prizadeto zaradi onesnaženja. Nato se je madež izlil v reko Amur na meji med Kitajsko in Rusijo. Potoval je skozi judovsko avtonomno pokrajino v Rusiji ter vstopil v regijo Khabarovsk Krai, šel skozi mesti Khabarovsk in Komsomolsk-on-Amur ter se izlil v ožini Tartar med Okhotskim in Japonskim morjem v Tihi ocean.

## Pokrajina Heilongdžang
Harbin je glavno mesto pokrajine Heilongdžang in eno od največjih kitajskih mestih, ki ima skoraj deset milijonov prebivalcev. Njegova oskrba z vodo je odvisna od reke Songhua.
21. novembra so oblasti mesta Harbin napovedale odklop vode za 4 dni zaradi vzdrževalnih del. Prebivalci mesta so se pritožili, saj so vodo v nekaterih delih mesta odklopili veliko prej, kot je bilo napovedano.
Madež je dosegel mesto Harbin v jutranjih urah 24. novembra. Isti dan je bila zabeležena raven nitrobenzena, ki je za 16,87-krat presegla dovoljeno nacionalno ravnen varnosti. Stopnja benzena je bila povečana, vendar še ni presegla nacionalne ravni varnosti.